# Enrique Tábara
Enrique Tábara Zerna (né le 21 février 1930 à Guayaquil, Équateur, et mort le 25 janvier 2021) est un peintre équatorien et un représentant de la culture picturale hispanique dans son ensemble.
Il fut influencé par le mouvement constructiviste fondé vers 1913 par l'artiste russe Vladimir Tatline ainsi que par le peintre uruguayen Joaquín Torres García et le peintre Manuel Rendón.

## Biographie

### Jeunesse à Guayaquil
Tabara s'intéressa à la peinture à l'âge de trois ans. Il dessinait régulièrement dès six ans. Pendant ces premières années, il fut encouragé par sa sœur et sa mère.
En 1946, Tábara intégra l'école des beaux arts de Guayaquil où ses professeurs furent l'allemand  Hans Michaelson et le peintre Luis Martinez Serrano. En 1951, il termina cette école. Les œuvres de jeunesse de Tabara sont des figures grotesques, des marginaux de Guayaquil, des prostituées et quelques portraits. En 1953, il commença à peindre de façon plus abstraite. La première exposition de Tabara aux États-Unis date de 1954 à l'Organisation des États américains à Washington.

### Barcelone
En 1955, le gouvernement équatorien lui offrit une bourse d'études pour l'école des beaux arts de Barcelone, l'école de la Llotja. Ses travaux furent bien accueillis en Espagne et il se lia d'amitié avec les surréalistes André Breton et Joan Miró.
Vers 1959, ses travaux attirèrent l'attention internationale. André Breton demanda à Tabara de représenter l'Espagne dans une Exposition en hommage au surréalisme qui exposait également des toiles de Salvador Dalí, Joan Miró et Eugenio Granell.
Alors qu'il vivait à Barcelone, Tabara commença à travailler avec Antoni Tàpies, Antonio Saura, Manolo Millares, Modest Cuixart et d'autres peintres espagnols Informels. Tàpies et Cuixart étaient membres du premier mouvement post-guerre d'Espagne, Dau al Set, créé par le poète catalan Joan Brossa. Tábara écrivit divers articles pour la publication Dau-al-Set qui était proche des mouvements surréalistes et dadaïstes. Le groupe était inspiré par les travaux de Max Ernst, Paul Klee et Joan Miró.
En 1963, Tábara Humberto Moré et Theo Constanté représentèrent l’Équateur au musée de l'art moderne de Paris pour la troisième biennale de Paris. En 1964, son œuvre fut exposée en Amérique latine ainsi qu'en Europe (Lausanne, Milan, Granges, Vienne, Lisbonne, Munich, Barcelone, Madrid, Paris) et aux États-Unis (Washington, New York).

### Retour en Équateur
Après avoir vécu et peint en Europe pendant neuf ans, Tabara retourna en 1964 en Équateur à la recherche d'une nouvelle esthétique. Il se plongea dans ses racines pour définir le courant ancestraliste qui s'inspire des cultures pré-colombiennes, domaine dans lequel il fut pionnier.
Peu après son retour au pays, il fonda le groupe artistique Informaliste VAN (Vanguardia Artística Nacional : Avant-garde artistique nationale) qui était en opposition avec le mouvement indigniste. L'abréviation a un double sens en espagnol (van = ils partent), signifiant le départ de ce groupe des tendances équatoriennes dominant jusqu'alors.
VAN réunit Tábara, Villacís, Maldonado, Cifuentes, Molinari, Almeida, et Muriel. Le groupe était fermement opposé aux vues communistes d'Oswaldo Guayasamin et était en recherche constante d'une nouvelle voie artistique qui ne le sépare pas de ses racines pré-Colombiennes.